# De Parel van Zaandam
De Parel van Zaandam is een oorspronkelijke Nederlandse operette in drie bedrijven, geschreven door August Kiehl en in première gegaan op 5 mei 1893 in de Amsterdamse Artis-schouwburg. Het verhaal speelt zich af tijdens het verblijf van Tsaar Peter de Grote in Zaandam. De muziek is geschreven door Jean Renard.

## Verhaal
Geertje Kalff wordt verliefd op de eerlijke timmerman Jan Dirks. Haar voogd, meester Rogge Teeuwiszoon van Zaandam, een knorrepot die rijkdom hoger acht dan reine liefde, heeft echter al de zoon van een voornaam Russisch koopman voor haar bestemd. Tsaar Peter, die onder de naam Pieterbaas heimelijk in Zaandam verblijft en een warme sympathie heeft leren koesteren voor de Zaanse scheepstimmerlieden (en Jan Dirks in het bijzonder) besluit een list te verzinnen om de geliefden bij elkaar te brengen. Zijn plan slaagt, en uiteindelijk stemt zelfs de oude voogd in met het huwelijk -- doch niet dan nadat hij vernomen heeft, dat de Russische koopman gefailleerd is en de Czaar een bruidsschat van 100,000 roebels aan het jonge paar zal schenken.

## Structuur

### Taferelen
De operette kent vier taferelen:
- Eerste tafereel: De werf van meester Rogge te Zaandam
- Tweede tafereel: Zaal in het paleis te Petersburg
- Derde tafereel: Het werkkabinet van de Czaar te Petersburg
- Vierde tafereel: De haven te Petersburg

## Personages
- Meester Lynst Rogge Teeuwiszoon
- Rijkje, vrouw van Rogge
- Geertje Kalff, zuster van Rijkje
- Jan Dirkszoon
- Czaar Peter Alexowitsch
- Le Fort, minister van staat
- Menzikoff
- Nathalie, gemalin van Menzikoff
- Jilles Joosten, onderbaas
- Jochem Pieterszoon, timmerman
- Job Jobszoon, timmerman
- Gerrit Kist, inwoner van Zaandam
- Een Hollandsch kapitein
- Een Grenadier
- Een Dentschik